# 111
111（一百一十一）是110與112之間的自然數。

## 數學
- 第81個合數，正因數有1、3、37和111。前一個為110、下一個為112。
質因數分解為{\displaystyle 3\times 37}。
- 第84個虧數，真因數和為41，虧度為70。前一個為110、下一個為113。
- 第76個不尋常數，大於平方根的質因數為37。前一個為110、下一個為113。
- 第36個半質數。前一個為106、下一個為115。
- 第70個無平方數因數的數。前一個為110、下一個為113。
- 第37個十进制的哈沙德數。前一個為110、下一個為112。
- 第45個十进制的等數位數。前一個為109、下一個為112。
- 循環單位
- 回文數，1112=12321,1113=1367631也都是回文數。
- 純位數。

## 科學上
- 錀的原子序数

## 其它领域
- 香港過海隧道巴士111線
- 北111線
- 紐西蘭救援服务的电话。
- 公元111年或公元前111年。
- 在小說魔戒中，佛羅多在111歲時離開夏爾。
- 据美国亚太智库“2049研究所”的某位中国专家在《国防新闻》周刊中发表的文章中归纳了5年以来中国大陆选择1月11日作为发布新式武器研究成果的日子，并且认为1月11日为象征华人文化中的“111吉祥数”。. 2012年.
- 111釘孤枝